# Metro de Novi Afon
El tren de Novi Afon a Abkhàzia, república separatista de Geòrgia, és sovint comparat a un metro, tot i que té una vocació turística per al transport dels turistes a la Cova de Novi Afon, atès que no circula més que de maig a novembre. Les obres van començar l'any 1965 i va ser inaugurat l'any 1975.

## Característiques
Aquest metro de 1.3 quilòmetres, de via única, té tres parades:
- Входные Ворота (Porta d'entrada);
- Зал Апсны (Sala Apsny);
- Зал Анакопия (Sala Anakopiya).

Els trens circulen cada dos o tres minuts. Per fer tot el viatge triga uns cinc minuts; els trens circulen a 30 km/h.

## Material rodant
En total, circulaven per la xarxa dos tipus de material mòbil construït a Moscou:
- dos conjunts de trens construïts el 1975, anomenats Ep, que ja no circulen;
- un tercer conjunt de trens, posat en servei el 2014, anomenat Ep 563. Va substituir l'antiga Ep.

Els tren van per un ample de via de 914 mm.